# Арсеньев, Николай Иванович (1760)
Николай Иванович Арсеньев (1760 — 8 февраля 1830) — действительный статский советник, курляндский губернатор из рода Арсеньевых.

## Биография
Старший сын статского советника Ивана Михайловича Арсеньева (16 марта 1726 — 5 февраля 1799). Дворянин рыцарств Курляндского и Пильтенского. Состоял в переписке с Леонардом Эйлером и Самуилом Гмелиным.
С 1796 года по 27 января 1797 г. в чине надворного советника занимал пост Волынского вице-губернатора.
С 14 декабря 1799 по 20 октября 1800 год — курляндский вице-губернатор в чине статского советника. С 20 октября 1800 по 6 ноября 1808 года — курляндский губернатор; в 1806 году был произведен в действительные статские советники. Во время пребывания в должности курляндского губернатора дважды принимал французского короля Людовика XVIII.
15 сентября 1801 года был награждён орденом Святой Анны 1-й степени.

## Семья
Был женат на княжне Анне Александровне Хованской (1765—1812). От этого брака родились четверо сыновей и дочь:
- Дмитрий (?—1852), подполковник.
- Александр, в браке с Софьей Алексеевной Татищевой имел одного сына Николая (28.02.1823[3]).
- Фёдор.
- Сергей (24.06.1801[4]—1860), в браке с Надеждой Васильевной Камыниной. Имели пятерых сыновей (Василий, Николай, Дмитрий, Александр и Лев) и дочь (Евгения, в замужестве Шеншина).
- Елизавета.